# Angèle Mukakayange
Angèle Mukakayange foi uma política ruandesa. Ela foi a primeira mulher a ser eleita membro do parlamento em Ruanda.
Angèle Mukakayange foi eleita deputada do MDR-Parmehutu por Butare nas eleições gerais de 1965 no Ruanda. Ela perdeu a sua cadeira na eleição de 1969.